# Natrix mlynarskii
Espèce
Natrix mlynarskii est une espèce fossile de serpents de la famille des Natricidae.

## Répartition
Cette espèce a été découverte dans les phosphorites du Quercy en France. Elle date de l'Oligocène.

## Publication originale
- Rage, 1988 : The oldest known colubrid snakes. The state of the art. Acta Zoologica Cracoviensia, vol. 31, no 11/27, p. 457-473.